# Atanus cinchus
Atanus cinchus är en insektsart som beskrevs av Delong 1982. Atanus cinchus ingår i släktet Atanus och familjen dvärgstritar. Inga underarter finns listade i Catalogue of Life.